# Louis August Bakhuis

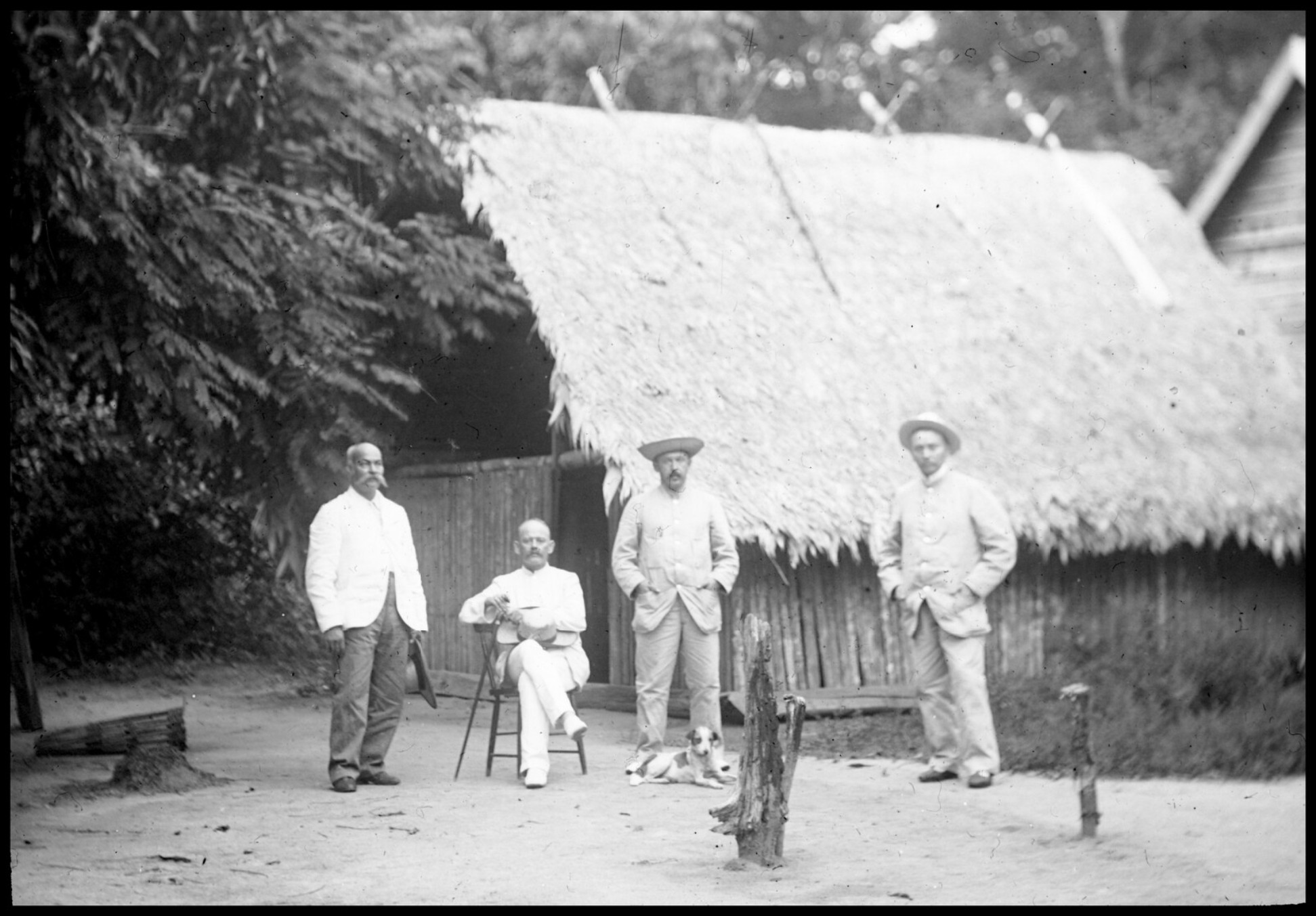
Leden van de Coppename expeditie, v.l.n.r. W.L. Loth, L.A. Bakhuis, A.C. van Stockum en H.A. Boon

Louis August Bakhuis (Cirebon, 11 april 1855 - Den Haag, 25 mei 1932) was een Nederlands militair en ontdekkingsreiziger die vooral bekend is geworden door zijn expeditie naar het Coppenamegebied in Suriname in 1901. Naar aanleiding van deze expeditie is het Bakhuisgebergte naar hem vernoemd.

## Onderscheidingen
- Officier in de Orde van Oranje-Nassau (1902)
- Ridder in de Orde van de Nederlandse Leeuw (1909)